# David Dehenauw
David Dehenauw (Blankenberge, 10 december 1970) is een Belgische wetenschapper die vooral bekend is als weerman op VTM en RTL TVI en Radio 2. 

## Biografie
Na zijn studies werkte hij aan de Vrije Universiteit Brussel (VUB). Nadien ging hij aan de slag bij het Koninklijk Meteorologisch Instituut (KMI), waar hij, na 19 jaar operationele voorspellingen te hebben verricht, sinds 1 november 2017 hoofd is van het departement Voorspellingen en zodoende de dagelijkse leiding heeft van de weerkamers in Ukkel en Oostende (waar de maritieme weerdienst OMS is gevestigd). 
Hij woont in Blankenberge en zijn grote voorbeeld is Armand Pien. Hij is de zoon van Blankenbergse ex-schepen Nadine Benoot.

### Presentator
David Dehenauw werd bij het grote publiek bekend als presentator van Het Weer op VTM, dat hij sinds januari 2003 verzorgt. Daarnaast is hij ook al geruime tijd weerman bij Radio 2 West-Vlaanderen, Oost-Vlaanderen en Antwerpen. Doordat hij per november 2013 ook weerman en -expert bij de Franstalige omroep RTL TVI werd, mag hij zich sindsdien de eerste nationale weerpresentator van België noemen. Op die manier is hij inmiddels actief bij drie van de vier nationale omroepen die uitgebreide weersvoorspellingen aanbieden.

### Vluchten
Hij begeleidde meteorologisch de Amerikaanse avonturier Steve Fossett op zijn 4 succesvolle non-stop vluchten rond de wereld (1 met ballon en 3 met het vliegtuigje GlobalFlyer). In 2016 hielp hij de Rus Fedor Konyukhov aan een wereldrecord tijdens zijn ballonvlucht van 11 dagen rond de wereld, in het zuidelijk halfrond, waarbij de plaats van vertrek, de Australische stad Northam, opnieuw werd overgevlogen tijdens de terugkeer, een unicum. 
Hij is de enige meteoroloog ter wereld die 5 geslaagde non-stop wereldvluchten actief begeleidde.
Hij ondersteunde ook mee de geslaagde ballonvlucht over de Atlantische Oceaan van David Hempleman-Adams in een open mand (2003) en het ganse team werd onderscheiden door de Britse prins Andrew.
Hij hielp ook Sir Richard Branson aan een geslaagde snelheidsrecordpoging met een amfibieboot in 2004. Hij werkte tussen 2004 en 2016 voorts mee aan Solar Impulse, het project van de Zwitserse avonturiers Bertrand Piccard en André Borschberg om met een vliegtuig op zonne-energie rond de wereld te vliegen.

### Academische carrière
Hij promoveerde aan de VUB in 2006 op een proefschrift over het beter voorspellen van gevaarlijk weer. Hij is ook gespecialiseerd in mariene meteorologie en is onder meer manager van het Oceanografisch Meteorologisch Station van de Vlaamse overheid in Oostende. In 2012 werd hij de bezieler van de tentoonstelling www.storms.eu. Sinds 2013 is hij benoemd tot gastprofessor meteorologie/klimatologie aan de faculteit Wetenschappen van de Universiteit Gent.

## Diploma's
- Burgerlijk Scheikundig Ingenieur, VUB, juli 1993
- Burgerlijk Materiaalkundig Ingenieur, VUB, september 1994
- Ingenieur in de Veiligheidstechniek, Niveau I, VUB, september 1995
- Getuigschrift Onderwijsprofessionalisering, VUB, september 1996
- Getuigschrift Marien Meteoroloog, KNMI, maart 2001
- Doctor in de Ingenieurswetenschappen, VUB, november 2006